# Оралбаев, Утеген Оралбаевич
Утеген Оралбаевич Оралбаев (каз. Өтеген Оралбайұлы Оралбаев; род. 1 сентября 1952, Жылыойский район, Атырауская область, Казахская ССР) — казахский поэт, переводчик, публицист, журналист, кандидат филологических наук, заслуженный деятель Казахстана, академик Академии журналистики Казахстана (2010). Лауреат Государственной премии Республики Казахстан в области литературы и искусства (2018).

## Биография
Родился 1 сентября 1952 года в местности Акмешит, относящейся к селу Аккизтогай, Жылыойский район, Атырауская область.
В 1974 году окончил филологический факультет Казахского государственного университета им. С. М. Кирова по специальности журналист.
Член Союза журналистов СССР (с 1978 года) и Республики Казахстан.
Член Союза писателей СССР (с 1986 года) и Республики Казахстан.
В 2010 году защитил учёную степень кандидата филологических наук, тема диссертации: «Художественно-тематический поиск и отражение правды времени в произведениях Нурлана Оразалина»

## Трудовая деятельность
С 1976 по 1990 годы — Работал корреспондентом в Мангыстауской областной газете, заведующий отделом газеты «Ленинская молодёжь» (совр. «Жас Алаш»).
С 1990 по 1994 годы — Заведующий отделом, ответственный секретарь и заместитель главного редактора редакции республиканских газет «Ауыл», «Егемен Казакстан».
С 1994 по 1995 годы — Депутат Верховного Совета Республики Казахстан XIII созыва от Макатского избирательного округа № 36 Атырауской области, ответственный секретарь комитета.
С 1995 по 2016 годы — Занимал несколько ответственных должностей в аппарате первого Президента Республики Казахстан.
С 2016 года — старший научный сотрудник Национального научного центра «Назарбаева».

## Творчество
Поэтические сборники:
- 1978 — «Первый» (каз. «Тұңғыш»)
- 1980 — «Вечное движение» (каз. «Мәңгілік қозғалыс»)
- 1982 — «Звёздная пора» (каз. «Жұлдызды шақ»)
- 1985 — каз. «Дүние дидары»
- 1988 — «Белый и черный» (каз.  «Ақ пен қара»)
- 1997 — каз. «Аспаны биік атажұрт»
- 2008 — каз. «Екімыңжылдық дала жырлары» (антология)
- 2008 — «Биография» (каз. «Өмірбаян» 2 том)
- 2010 — каз. «Сүмбіле саздары»
- 2012 — каз. «Қағбаның қарлығаштары»
- 2016 — каз. «Айсұлудың алақаны»
- 2016 — каз. «Шуақты шақ»

Прозаические книги:
- 1993 — каз. «Жолға шықты жүрегім»
- 2008 — каз. «Жолдар мен жылдар»
- 2014 — каз. «Серпер сезім»
- 2015 — каз. «Текті өнердің Тұмары»
- 2015 — каз. «Тәуелсіз елдің Тұңғышы»

Научно-литературные монографии:
- 2009 — каз. «Ақындықтың өлшемі – азаматтық»
- 2010 — каз. «Қазіргі қазақ поэзиясы: дәстүрлі арналар және көркемдік сабақтастық»

## Награды и звания
- Заслуженный деятель Казахстана (каз. Қазақстан Республикасының Еңбек сіңірген қайраткері)
- Лауреат Международной литературной премии «Алаш» за сборник стихов «Қағбаның қарлығаштары» (2 сентября 2016 года)[3]
- Лауреат Государственной премии Республики Казахстан в области литературы и искусства за сборник стихов «Шуақты шақ» (28 ноября 2018 года)[4]
- Премия Президента Республики Казахстан в области средств массовой информации (2012)[5]
- Премия Президента Республики Казахстан в области средств массовой информации (2009)[6]
- Лауреат Всесоюзного фестиваля поэзии (1980 года)
- Премия Союза журналистов Казахстана (1980 года)
- Награждён орденом «Парасат» (2018) и государственными юбилейными медалями Республики Казахстан и др.
- Почётный гражданин Бейнеуского (2008) и Жылойского районов (2015).
- нагрудный знак «Лучший сотрудник Государственной службы Республики Казахстан» и др.
- Нагрудный знак «За безупречную службу» (Администрация Президента Казахстана)
- 2022 года (22 октября) — Орден «Барыс» 2 степени;[7]